# Lucia Sciarra
Lucia Sciarra é um personagem do 24º filme da franquia cinematográfica de James Bond, criada por Ian Fleming, 007 contra SPECTRE. Uma sedutora viúva morena de meia-idade, é interpretada pela atriz italiana Monica Bellucci que, aos 50 anos na época das filmagens, é a mais velha bond girl dos filmes de 007 até hoje.

## Características
Viúva de um terrorista e assassino da SPECTRE, Marco Sciarra, morto por James Bond no início do filme, faz um tipo belo, misterioso, sedutor, impotente e resignado quanto a seu destino nas mãos da organização terrorista, agora que seu marido foi morto por Bond durante o atentado de que foi incumbido pela SPECTRE na Cidade do México.

## No filme
Bond a encontra toda vestida de preto no funeral de Sciarra, onde comparecem diversos mafiosos e integrantes da SPECTRE, enviado por M para descobrir mais sobre os mandantes do atentado terrorista abortado pelo espião e que resultou na morte do marido de Lucia, o líder do grupo de terroristas da SPECTRE. Bond aborda a viúva e da rápida conversa descobre o medo dela em ser morta, por conhecer os segredos do marido. De noite, em sua casa, dois agentes da SPECTRE, que também eram seus guarda-costas anteriores,  tentam matá-la mas Bond, que a seguiu e se escondeu na casa antevendo o que aconteceria, impede o assassinato matando os dois. Lucia acredita que Bond apenas adiou sua morte e que os dois serão mortos juntos; porém, mesmo depois de saber que foi ele que matou seu marido, ela se deixa seduzir e os dois vão para cama. Depois ela lhe conta sobre uma reunião secreta da organização da qual seu marido participaria naquela noite e Bond a deixa na cama para seguir a pista, não sem antes colocá-la sob os cuidados do amigo da CIA, Felix Leiter, prometendo que seria levada para local seguro.